# "レメイ"明日輝
"レメイ"明日輝（レメイあすか、1989年5月6日 - ）は、日本の女子プロレスラー。神奈川県鎌倉市出身。

## 所属
- スターダム（2014年、2016年）

## 来歴
2013年10月18日、「明日輝」名義で最初のプロテストを受験するも追試になり、ゆうな（現：まなせゆうな）とともに仮合格。
2014年6月5日、2度目のプロテストで正式合格し、7月10日にリングネームを「"レメイ"明日輝」として後楽園ホール大会にて対はづき蓮王（現:葉月）戦でデビュー。ウイング・クラッチ・ホールドでデビュー戦を飾る。だが、この試合で右膝を負傷したため欠場に入り、2015年2月にはスターダムを退団した。
2016年7月10日、スターダム新木場大会にて復帰を発表して再び練習生となったが、9月以降は各種SNSの更新も行われておらず、退団状態となっている。

## 人物
- 目標はWWEディーヴァ[1]。
- 外国人選手の通訳も担当している[7]

## 得意技
- 鎌固め
- ウィングクラッチ